# Table Rock State Park (South Carolina)

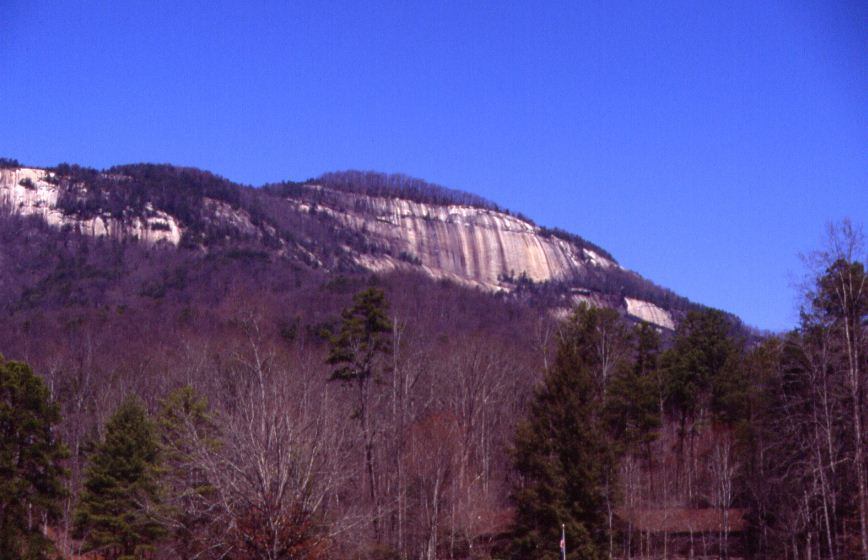
Table Rock Mountain

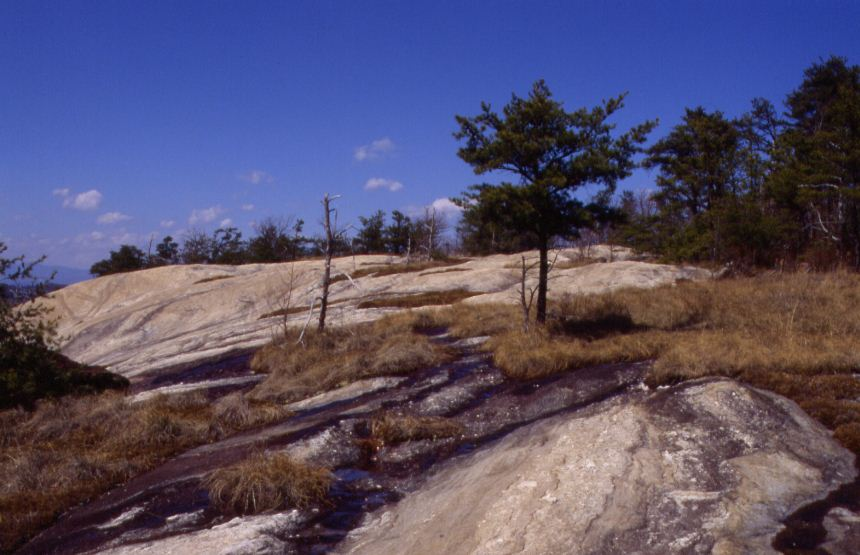
Table Rock Mountain

Der Table Rock State Park ist ein 12,48 km² großer Park am Rand der Blue Ridge Mountains in Pickens County, South Carolina, USA. Höchster Berg des State Parks und zugleich South Carolinas ist der Pinnacle Mountain.
Im Park befindet sich eine von dem Civilian Conservation Corps (CCC) errichtete Herberge. Der rund 3,2 km lange Carrick Creek Naturpfad (Rundweg) führt um zwei Bäche mit kleinen Wasserfällen und zeigt die einheimische Flora. Ein rund 5,8 km langer Wanderweg führt über den Governor’s Rock (870 Meter Höhe) auf den namensgebenden 952 Meter hohen Tafelberg. Der eigentliche Aussichtspunkt befindet sich wenige hundert Meter hinter dem Gipfel.
Der benachbarte 1043 m hohe Pinnacle Mountain ist ebenfalls über einen rund 6,8 km langen Wanderweg erschlossen, bietet auf Grund seines bewaldeten Gipfels jedoch keine Aussicht. Der Aufstieg bietet jedoch zahlreiche Aussichtspunkte, ist sehr abwechslungsreich und vor allem am Wochenende nicht so belebt wie der stark frequentierte Tafelberg.
Der Park wird seit dem 15. Juni 1989 als Table Rock State Park Historic District im National Register of Historic Places der USA geführt.

## Belege
1. ↑  Hiking Trails at Table Rock State Park. Abgerufen am 31. Oktober 2015.
2. ↑  Referenznummer 89000478, National Register Information System. In: National Register of Historic Places. National Park Service, abgerufen am 9. Juli 2010 (englisch).